# Sakura Sōgorō
Sakura Sōgorō est un nom japonais traditionnel ; le nom de famille (ou le nom d'école), Sakura, précède donc le prénom (ou le nom d'artiste).
Sakura Sōgorō, plus connu sous le nom Sōgo-sama (1605 - septembre 1653), est un agriculteur japonais légendaire dont le véritable nom de famille est « Kiuchi ».

## Histoire
Il passe pour avoir fait appel directement au shogun en 1652 tandis qu'il est chef d'un des villages du domaine de Sakura. Dans sa requête, il prie le shogun d'aider à soulager le fardeau des lourdes taxes et des mauvaises récoltes des paysans. Mais comme les appels directs sont illégaux à cette époque, il est arrêté. Il est largement admis qu'il a été exécuté (crucifié) avec ses fils (et certaines sources affirment également sa femme) en 1653 par le daimyo de son domaine féodal. Cependant, aucune preuve de l'existence de l'incident n'a été trouvée. La légende de Sakura Sōgorō a été rapportée dans de nombreux récits et pièces de théâtre (dont une pièce intitulée abnégation de Sakura Sōgo). Il est vénéré au sanctuaire Sōgo-reidō du Tōshō-ji dans la ville de Narita. Il est toujours admiré par beaucoup comme gimin (martyr, dans le sens non religieux). Pour lui rendre hommage, il est appelé Sōgo-sama (« honorable M. Sōgo »), qui est un titre plus élevé que le commun Sōgo-san (« M. Sōgo »). Chaque année, le 2 septembre (on dit que c'est la veille de son exécution, mais d'autres sources disent qu'il a été exécuté le 24), des rassemblements sont organisés toute la nuit à la mémoire de Sōgo-sama au sanctuaire Sōgo Reidō (du Tōshō-ji) à Narita (préfecture de Chiba).

## Source de la traduction
- (en) Cet article est partiellement ou en totalité issu de l’article de Wikipédia en anglais intitulé « Sakura Sōgorō » (voir la liste des auteurs).